# Omroep Almelo
Omroep Almelo was een lokale omroep voor de regio Almelo die van 1986 tot 1 januari 2025 uitzond. De dorpen Aadorp en Bornerbroek vielen ook onder deze regio. De studio's waren gevestigd in de openbare bibliotheek van Almelo.

## Radiostation
In 1986 begon een kleine groep pioniers met Radio Almelo. Het jaar daarop werd officieel de Lokale Omroep Almelo (LOA) opgericht. In november 2012 werd het radiokanaal omgedoopt tot AAFM. Onder die naam verzorgden vrijwilligers een mix van informatieve programma's, amusement en uitzendingen voor specifieke doelgroepen. De programma's werden uitgezonden via de ether, kabel en het internet.

## Televisiekanaal
Omroep Almelo verzorgde van 1994 tot eind 2024 televisieuitzendingen, vanaf november 2012 onder de naam AAVisie. Dit kanaal bracht hoofdzakelijk tekst-tv met het laatste nieuws uit de regio, terwijl op de achtergrond het geluid van het radioprogramma te horen was. In het weekend werden er ook reportages uitgezonden, vaak van lokale evenementen.

## Samenwerkingen
Omroep Almelo werkte samen met verschillende partijen. Zo werden verkiezingsdebatten georganiseerd in samenwerking met De Twentsche Courant Tubantia. Ook was er een samenwerkingsverband met Radio 350, een lokale omroep in Rijssen-Holten. In 2023 stelde de gemeente Almelo eenmalig €150.000 beschikbaar om de regionale nieuwsvoorziening te professionaliseren via een samenwerking met 1Twente, maar deze slaagde niet. Datzelfde jaar liep na ongeveer vier jaar de samenwerking tussen de omroep en Twente FM, een merk van RTV Noordoost Twente, stuk. Dit kwam door wederzijdse beschuldigingen van het verspreiden van onjuiste informatie, spanningen rondom de nieuwe zendmachtiging voor Almelo en een juridisch conflict over het gebruik van de naam "Stichting Lokale Omroep Almelo".

## Opheffing
In 2024 besloot het Commissariaat voor de Media de zendmachtiging voor de regio toe te kennen aan 1Twente, een mediabedrijf gevestigd in Enschede, waarmee de subsidie waar de omroep van afhankelijk was kwam te vervangen. Er werkte op dat moment circa 75 vrijwilligers voor de omroep. Dit besluit stond in het kader van een landelijke herstructurering, waarin het aantal lokale omroepen moet worden teruggebracht van ongeveer 100 naar 80, om zodoende professionelere streekomroepen te creëren. Deze reorganisatie moet in 2027 zijn afgerond. Voor Omroep Almelo betekende dit dat de zendmachtiging werd ingetrokken, en de uitzendingen via de ether en kabel per 23 februari 2024 moesten stoppen.
Er werd voor gekozen niet door te gaan op basis van enkel sponsors en donaties. Twee professionele krachten en rond de 50 vrijwilligers gingen door met verslaggeving op de officiële website en diverse sociale media tot het einde van het jaar. De Stichting Lokale Omroep blijft op papier voortbestaan als slapende rechtspersoon. Het archief met 35 jaar aan opnames blijft intact. Een hoger beroep tegen de beslissing van het Commissariaat werd niet overwogen vanwege de kosten en de lange duur van het proces.